# Département Mont Illi
Das Département Mont Illi ist ein Département im Südwesten des Tschad. Es liegt im westlichen Teil der Provinz Mayo-Kebbi Est, die Hauptstadt ist Fianga. Beim Zensus im Jahr 2009 wurden 228.366 Einwohner gezählt. Benannt ist das Département nach einem kleinen Berg südlich von Fianga.

## Verwaltungsuntergliederung
Das Département ist in fünf Unterpräfekturen unterteilt:
- Fianga
- Hollom Game
- Kéra
- Tikem
- Youé